# Critonia portoricensis
Critonia portoricensis là một loài thực vật có hoa trong họ Cúc. Loài này được (Urb.) Britton & P.Wilson mô tả khoa học đầu tiên năm 1925.